# Hehe (sockenhuvudort i Kina, Jiangxi Sheng, lat 29,23, long 116,29)
Hehe är en sockenhuvudort i Kina. Den ligger i provinsen Jiangxi, i den sydöstra delen av landet, omkring 73 kilometer nordost om provinshuvudstaden Nanchang. Antalet invånare är 22 521. Befolkningen består av 11 737 kvinnor och 10 784 män. Barn under 15 år utgör 27,0 %, vuxna 15-64 år 65 %, och äldre över 65 år 7,0 %.
Runt Hehe är det ganska tätbefolkat, med 248 invånare per kvadratkilometer. Närmaste större samhälle är Tutang, 18,9 km nordost om Hehe. 
Genomsnittlig årsnederbörd är 2 294 millimeter. Den regnigaste månaden är maj, med i genomsnitt 338 mm nederbörd, och den torraste är januari, med 74 mm nederbörd.